# カリブ海地域と中国の関係
カリブ海地域と中国の関係（中国は中華人民共和国（PRC）または中華民国（ROC）と定義される）は、貿易、クレジット、投資に主に基づいており、1990年代以降大幅に増加している。多くのカリブ諸国にとって、中国との関係強化は、長年のアメリカへの過度の依存を減らす手段として利用されてきた。海外の中国人人口（この場合は中国系カリブ人）は、貿易・政治的関係の構成に役立っている。2020年現在、カリブの9か国が中華人民共和国を認め、4か国が中華民国を認めている。 
さらに、中国の同地域における政策は、「ドル外交」の使用、または中国の投資と引き換えに台湾を独立国家として認めず、「一つの中国」政策を認める方向に各国を転換させようとするものである。中国が台湾への立場を表明していること以外でも、中国とカリブ海地域との貿易は着実に増加している。 
中国はまた、カリブ海地域との協力関係をいくつかの段階に拡大している。中国とトリニダード・トバゴ共和国政府は、2008年北京オリンピックに向けた建設ブームの中で、トリニダード・トバゴのアスファルトを中国に輸出する協定を結んだと言われている。これと引き換えに、中国は、中国所有の建設会社を通じて、トリニダード・トバゴ及びカリブ海地域での複数の建設プロジェクトを主導してきた。トリニダード・トバゴはまた、経済を後押しするために資源の必要性を後押しするため、同国から中国への石油と液化天然ガスの直接出荷開始というアイデアについて議論している。 
カリブ海地域の政府首脳が、最近の要求に関してアメリカのブッシュ政権との間で何度か厄介なやりとりをしてきたように、中国は世界的にカリブ海地域の立場に同情的であり、カリブ海地域での軍事訓練を強化してきた。例えば、ブッシュ政権の意向に従わなかったためにカリブ海地域の政府に課されたいくつかの制裁措置に直接反応したもの等である。 
カリブ海地域全体のいくつかの資本事業やインフラプロジェクトも、中国政府の資金援助を受けている。 

## 参照
1. ↑  マーガレット・マイヤーズ、 桑山幹夫『新局面を迎えた 日本とラテンアメリカ・ カリブ地域の関係』JAPAN-LATIN AMERICA REPORT 2016年2月、6頁
2. ↑  “Trinidad and Tobago recognizes China's full market economy status”.   People's Daily Online. 2005年2月1日閲覧。
3. ↑  “Archived copy”. 2008年1月20日時点のオリジナルよりアーカイブ。2007年10月4日閲覧。
4. ↑  Ward (2019年1月5日). “The PRC Bets on Climate Diplomacy in the Caribbean” (英語). Jamestown Foundation. 2019年9月14日閲覧。